# Аллен, Джарретт
Джарретт Аллен (англ. Jarrett Allen; род. 21 апреля 1998 года Раунд-Рок, Техас, США) — американский профессиональный баскетболист, выступающий за клуб НБА «Кливленд Кавальерс». Играет на позиции центрового. Выступал за команду Техаса в студенческом баскетболе. Был выбран на драфте НБА 2017 года в первом раунде под общим двадцать вторым номером.

## Школа и колледж
Джарретт Аллен учился в Епископальной школе святого Стефана в Остине. Он сыграл в McDonald's All-American Boys Game в 2016 году. Джарретт выбрал баскетбольную программу Техасского университета в Остине.
В свой первый и единственный сезон за Техас Джарретт Аллен набирал в среднем 13,4 очка и делал в среднем 8,4 подбора. По окончании сезона стало известно, что он будет выставлять свою кандидатуру на драфт НБА, но сразу агента не наймет.

## Карьера в НБА

### Бруклин Нетс (2017—2021)
22 июня 2017 года Аллен был выбран на драфте НБА 2017 года под общим 22-м номером командой «Бруклин Нетс». Джарретт должен был участвовать в Летней лиге НБА в Лас-Вегасе, но пропустил её из-за травмы. 20 июля 2017 года Аллен подписал контракт с «Нетс». 20 октября 2017 года Джарретт дебютировал за «Бруклин Нетс» в поединке против «Орландо Мэджик», в котором он набрал 9 очков. Джарретт Аллен стал вторым самым молодым игроком в истории «Нетс», который сыграл в своем дебютном матче регулярного сезон за клуб, в возрасте 19 лет и 182 дня после Деррика Фейворса. В следующей игре сезона против «Атланта Хокс», которая прошла 22 октября 2017 года, Аллен сделал 4 блок-шота. 1 января 2018 года игрок в матче против «Орландо Мэджик» впервые в НБА набрал 16 очков. 13 января 2018 года Джарретт в поединке против «Вашингтон Уизардс» второй раз в НБА в графе результативность имел 16 очков. 23 января 2018 года в матче против «Оклахома-Сити Тандер» Аллен впервые в НБА сделал дабл-дабл из 12 очков и 11 подборов, которые являются для него рекордными в лиги. 30 января 2018 года в поединке против «Нью-Йорк Никс» игрок впервые вышел в стартовой пятерки «Нетс». Он забил 6 бросков с игры из 6 попыток, которые конвертировались в 12 очков в графе результативность. На следующий день в матче против «Филадельфия Севенти Сиксерс» Джарретт Аллен сделал дабл-дабвл, в котором игрок повторил рекорд результативности 16 очков и впервые в НБА совершил 12 подборов. 2 февраля 2018 года Джарретт в поединке с «Лос-Анджелес Лейкерс» впервые преодолел отметку 20 набранных очков в одном матче. 7 февраля 2018 года игрок в матче против «Детройт Пистонс» сделал очередной дабл-дабл в НБА из 13 очков и 14 поборов. Он обновил свой рекорд по подборам до 14, а по передачам до 6. 5 апреля 2018 года Аллен в поединке против «Милуоки Бакс» впервые в НБА сделал 5 блок-шотов.
15 октября 2018 года «Бруклин Нетс» воспользовался опцией и продлил с ним контракт новичка на третий сезон. 17 ноября 2018 года Аллен в матче против «Лос-Анджелес Клипперс» впервые в НБА набрал 24 очка, к которым добавил 11 подборов. Три дня спустя во встречи против «Майами Хит» игрок повторил свой рекорд по подборам 14, плюс на его счету было 13 очков. 16 января 2019 года в поединке против «Хьюстон Рокетс» Джарретт сделал дадл-дабл из 20 очков и 24 подборов. Он обновил свой рекорд по подборам до 24.
14 октября 2019 года «Бруклин Нетс» воспользовался опцией и продлил с ним контракт новичка на четвертый сезон.

### Кливленд Кавальерс (2021—настоящее время)
14 января 2021 Аллен был обменян в «Кливленд Кавальерс» в результате трёхстороннего обмена, связанным с переходом Джеймса Хардена в «Бруклин Нетс».
23 июля 2021 года «Кливленд» направил Аллену квалификационное предложение, сделав его ограниченно свободным агентом. 6 августа Аллен подписал многолетний контракт с «Кливлендом».
На Матче всех звёзд НБА 2022 года Аллен заменил травмированного Джеймса Хардена в команде Леброна Джеймса.
Начиная в старте все 56 матчей, Аллен завершил сезон 2021/22 со средним показателем в 16,1 очка, 10,8 подбора, 1,6 передачи, 1,3 блока и 0,8 перехвата за игру при 67,7% точности бросков с игры, 10% с трехочковой дуги и 70,8% с линии за 32,3 минуты в среднем за игру. Вместе с новичком «Кавальерс» Эваном Мобли Аллен привел «Кливленд» к тому, что 30,6% побед и шестая худшая защита лиги превратились в 53,7% побед в сезоне и пятую лучшую защиту лиги по эффективности, а до того, как Аллен получил перелом пальца в начале марта, этот показатель составлял 57,8% побед.
28 декабря 2023 года Аллен набрал 24 очка, взял 23 подбора, сделал 6 передач и 2 перехвата в победе над «Даллас Маверикс» со счетом 113-110. На следующий день Аллен набрал 30 очков, 12 подборов, 6 передач и 2 блока при 15 из 17 бросков с игры в победе над «Милуоки Бакс» со счетом 119-111. 22 января 2024 года он установил рекорд франшизы по количеству дабл-даблов подряд после победы над «Орландо Мэджик», преодолев 11-матчевую серию, принадлежавшую Андре Драммонду и Элмору Смиту. Во второй игре серии первого раунда плей-офф «Кавальерс» против «Орландо Мэджик» Аллен сделал рекордные в карьере 20 подборов, а также 16 очков, три передачи, два перехвата и три блока в победе со счетом 96-86.

## Выступления за национальную сборную
Джарретт Аллен выступал за сборную США на чемпионате Америки по баскетболу среди юношей до 18 лет в 2016 году в Чили. В её составе он завоевал золотые медали.

## Статистика

### Статистика в НБА
| Сезон                                                                                    | Команда  | Регулярный сезон | Регулярный сезон | Регулярный сезон | Регулярный сезон | Регулярный сезон | Регулярный сезон | Регулярный сезон | Регулярный сезон | Регулярный сезон | Регулярный сезон | Регулярный сезон | Серия плей-офф | Серия плей-офф | Серия плей-офф | Серия плей-офф | Серия плей-офф | Серия плей-офф | Серия плей-офф | Серия плей-офф | Серия плей-офф | Серия плей-офф | Серия плей-офф |
| Сезон                                                                                    | Команда  | GP               | GS               | MPG              | FG%              | 3P%              | FT%              | RPG              | APG              | SPG              | BPG              | PPG              | GP             | GS             | MPG            | FG%            | 3P%            | FT%            | RPG            | APG            | SPG            | BPG            | PPG            |
| ---------------------------------------------------------------------------------------- | -------- | ---------------- | ---------------- | ---------------- | ---------------- | ---------------- | ---------------- | ---------------- | ---------------- | ---------------- | ---------------- | ---------------- | -------------- | -------------- | -------------- | -------------- | -------------- | -------------- | -------------- | -------------- | -------------- | -------------- | -------------- |
| 2017/18                                                                                  | Бруклин  | 72               | 31               | 20,0             | 58,9             | 33,3             | 77,6             | 5,4              | 0,7              | 0,4              | 1,2              | 8,2              | Не участвовал  | Не участвовал  | Не участвовал  | Не участвовал  | Не участвовал  | Не участвовал  | Не участвовал  | Не участвовал  | Не участвовал  | Не участвовал  | Не участвовал  |
| 2018/19                                                                                  | Бруклин  | 80               | 80               | 26,2             | 59,0             | 13,3             | 70,9             | 8,4              | 1,4              | 0,5              | 1,5              | 10,9             | 5              | 5              | 22,0           | 59,4           | -              | 85,0           | 6,8            | 2,2            | 0,6            | 0,6            | 11,0           |
| 2019/20                                                                                  | Бруклин  | 70               | 64               | 26,5             | 64,9             | 0,0              | 63,3             | 9,6              | 1,6              | 0,6              | 1,3              | 11,1             | 4              | 4              | 33,1           | 58,3           | -              | 81,3           | 14,8           | 2,3            | 0,5            | 1,8            | 10,3           |
| 2020/21                                                                                  | Бруклин  | 12               | 5                | 26,6             | 67,7             | -                | 75,4             | 10,4             | 1,7              | 0,6              | 1,6              | 11,2             | Не участвовал  | Не участвовал  | Не участвовал  | Не участвовал  | Не участвовал  | Не участвовал  | Не участвовал  | Не участвовал  | Не участвовал  | Не участвовал  | Не участвовал  |
| 2020/21                                                                                  | Кливленд | 51               | 40               | 30,3             | 60,9             | 31,6             | 69,0             | 9,9              | 1,7              | 0,5              | 1,4              | 13,2             | Не участвовал  | Не участвовал  | Не участвовал  | Не участвовал  | Не участвовал  | Не участвовал  | Не участвовал  | Не участвовал  | Не участвовал  | Не участвовал  | Не участвовал  |
| 2021/22                                                                                  | Кливленд | 56               | 56               | 32,3             | 67,7             | 10,0             | 70,8             | 10,8             | 1,6              | 0,8              | 1,3              | 16,1             | Не участвовал  | Не участвовал  | Не участвовал  | Не участвовал  | Не участвовал  | Не участвовал  | Не участвовал  | Не участвовал  | Не участвовал  | Не участвовал  | Не участвовал  |
| 2022/23                                                                                  | Кливленд | 68               | 68               | 32,6             | 64,4             | 10,0             | 73,3             | 9,8              | 1,7              | 0,8              | 1,2              | 14,3             | 5              | 5              | 38,1           | 61,1           | -              | 50,0           | 7,4            | 2,4            | 0,8            | 1,0            | 9,4            |
| 2023/24                                                                                  | Кливленд | 77               | 77               | 31,7             | 63,4             | 0,0              | 74,2             | 10,5             | 2,7              | 0,7              | 1,1              | 16,5             | 4              | 4              | 31,8           | 67,6           | -              | 69,2           | 13,8           | 1,3            | 1,3            | 1,0            | 17,0           |
|                                                                                          | Всего    | 486              | 421              | 28,2             | 63,0             | 17,1             | 71,1             | 9,1              | 1,6              | 0,6              | 1,3              | 12,7             | 18             | 18             | 31,1           | 62,0           | -              | 75,0           | 10,3           | 2,1            | 0,8            | 1,1            | 11,7           |
| Наведите курсор мыши на аббревиатуры в заголовке таблицы, чтобы прочесть их расшифровку. |          |                  |                  |                  |                  |                  |                  |                  |                  |                  |                  |                  |                |                |                |                |                |                |                |                |                |                |                |

### Статистика в NCAA
| Сезон | Команда | Conf   | Class | GP | GS | MPG  | FG%  | 3P% | FT%  | RPG | APG | SPG | BPG | PPG  |
| --- | ------- | ------ | ----- | -- | -- | ---- | ---- | --- | ---- | --- | --- | --- | --- | ---- |
| 2016/17 | Техас   | Big 12 | FR    | 33 | 33 | 32,2 | 56,6 | 0,0 | 56,4 | 8,4 | 0,8 | 0,6 | 1,5 | 13,4 |
| Всего | Всего   | Всего  | Всего | 33 | 33 | 32,2 | 56,6 | 0,0 | 56,4 | 8,4 | 0,8 | 0,6 | 1,5 | 13,4 |
| Наведите курсор мыши на аббревиатуры в заголовке таблицы, чтобы прочесть их расшифровку Статистика приведена с сайта sports-reference.com |         |        |       |    |    |      |      |     |      |     |     |     |     |      |

## Личная жизнь
Отец Аллена Леонард был выбран командой «Даллас Маверикс» на драфте НБА в 1985 году и играл в команде университета штата в Сан-Диего и в Испании. Старший брат Аллена Леонард (младший) поступил в университет Бэйлора, но в 2017 году взял академический отпуск.